# Kataloński Międzynarodowy Festiwal Filmowy w Sitges
Kataloński Międzynarodowy Festiwal Filmowy w Sitges (hiszp.: Sitges Festival Internacional de Cinema Fantástico de Catalunya, kat.: Sitges Festival Internacional de Cinema Fantàstic de Catalunya) – festiwal filmowy odbywający się w Sitges w Hiszpanii od 1968 roku.
Ostatnia edycja festiwalu odbyła się w dniach 4-14 października 2012 roku.
Następna edycja odbędzie się w dniach 11-20 października 2013 roku.